# Just Jack
Just Jack (* 1. Januar 1976 in London; eigentlich Jack Allsopp) ist ein englischer Musiker. Sein Musikstil lässt sich zwischen Breakdance, Electro Funk, Garage House und Hip-Hop einordnen.

## Biografie
Schon als 15-Jähriger konnte Allsopp Erfahrungen als DJ sammeln. Nach seiner erfolgreichen Ausbildung zum Designer widmete er sich wieder der Musik. Der Durchbruch geschah im Jahre 2002, als er das Album The Outer Marker herausbrachte, das kommerziell wenig erfolgreich war, was aber hauptsächlich daran lag, dass das Plattenlabel bankrottging. Im Jahr 2007 veröffentlichte er schließlich das Album Overtones auf dem Majorlabel Mercury Records. Die Single Starz in Their Eyes erreichte in den UK Charts Platz 2 und schaffte es auch in Deutschland in die Top 100. Das Album Overtones erreichte in den britischen Albumcharts Platz 6.
Das Lied „Starz in Their Eyes“ war eine Zeit lang der Werbesong zur Internetpartnerbörse FriendScout24 und ist der Titelsong der RTL-Comedyserie Böse Mädchen.

## Name
Sein Künstlername entstand dadurch, dass er seit Beginn seiner Musiker-Karriere auf sich allein gestellt war. Es war „einfach nur Jack“ (Just Jack), der für seine Musik verantwortlich war.
In einem Interview erzählte Jack Allsopp eine andere Entstehungsgeschichte: Als er sich in seiner frühen Karriere einen Künstlernamen überlegte, war er sich sicher, 'Jack' sollte ein Bestandteil dieses sein. Als er einem Freund sagte, er wolle sich 'Jack' nennen, fragte dieser „Nur Jack?“ („Just Jack?“).

## Diskografie

### Alben
- 2002: The Outer Marker
- 2007: Overtones
- 2009: All Night Cinema
- 2016: Life Lessons (EP)
- 2017: What We Did Today

### Singles
- 2002: Snowflakes
- 2002: Paradise (Lost & Found)
- 2003: Triple Tone Eyes
- 2006: Writer’s Block
- 2007: Starz in Their Eyes
- 2007: Glory Days
- 2007: Writer’s Block
- 2007: No Time
- 2009: Embers
- 2009: The Day I Died
- 2020: Long Grass